# 火煙寨白廟
火煙寨白廟位於四川省南充市儀隴縣，文物遺址年代判定為明至清。2012年7月16日公佈為第八批四川省文物保護單位。
火煙寨白廟位於四川省南充市儀隴縣燈塔鄉天坪村二社火煙寨東邊天坪梁上，坐西向東。始建於明代中晚期，清中期因損壞嚴重，進行了大面積拆補重建，占地面積800平方公尺，建築平面面積396.44平方公尺，由前殿、左右配殿和後殿組成四合院建築群，中間橫列一天井，整個建築建在青條石砌成的平臺上，台基高0.5公尺，面闊18.7公尺，進深21.88公尺。前殿為十二根立柱的大木作梁架結構，其余為穿斗兼抬梁結構，歇山式房頂、覆小青瓦。第三次全國文物普查新發現。